# Продуктопровід

Продуктопровід — це серія продуктів, що знаходяться в стані розробки, підготовки чи виробництва, розробляються та продаються компанією, а в ідеалі — на різних стадіях їх життєвого циклу.
У будь-який момент життя компанії метою є наявність деяких продуктів на стадії зростання, що є ключовим етапом для встановлення позиції товару на ринку, збільшення продажів та покращення норми прибутку; та стадії зрілості, що є ключовим для збереження частки ринку.
Цей термін особливо поширений у фармацевтичній промисловості, де продукція може витратити десять і більше років у процесі.

## Загальні ознаки
1. Часові обмеження (через перевагу першого ходу, закінчення терміну дії патенту тощо)
2. Елемент ризику та винагороди (зважування потенційного прибутку щодо вартості розробки)
3. Використання сировини та ресурсів (для створення продукту)
4. Часто як капіталоміст, так і час (високі витрати та тривалий процес розробки)
5. Завдання в процесі розробки з імовірністю успіху та невдачі

## Процес

### Мозковий штурм
Конвеєр продуктів зазвичай починається з мозкового штурму, щоб запропонувати нові ідеї щодо можливих продуктів, які фірма може додати до свого товарного асортименту. Фірма буде прагнути знайти товар, який відповідає незадоволеному попиту на ринку. Співробітники фірми можуть зустрічатися, щоб обговорити нові ідеї, або можуть поставити перед собою конкретну мету виявити нову сполуку, яка є загальною у фармацевтичній промисловості.

### Розвиток
Після того, як мозковий штурм дав можливі нові продукти, починається етап розвитку. На цьому етапі можуть брати участь різні відділи, допомагаючи в розробці, створенні та аналізі та розробці нового продукту. У будь-який момент на цьому етапі фірма може вирішити, що більше не варто переслідувати товар, або зіткнеться з бар'єрами на шляху випуску товару на ринок і відмовиться від його фінансування, зазнаючи збитків. Можливі причини цього включають рішення фірми про те, що потенційний прибуток перестає бути таким великим, як вони прогнозують державні правила або додаткові, непередбачені витрати.

### Тестування
Після розробки продукту фірма може випробувати його. Це часто починається з тестерів невеликих груп, таких як фокус-група. Якщо це первинне тестування виявиться успішним, фірма надалі використовуватиме більші групи для більш надійного прогнозування того, як новий продукт буде сприйнятий громадськістю. Цей етап також корисний для фірми як джерело даних та інформації про товар, які вона може використовувати пізніше при маркетингу та просуванні товару. Якщо продукт виявиться непопулярним під час тестування, фірма, швидше за все, змінить його, подивиться на інші ідеї мозкового штурму або відмовиться від проекту.

### Запуск продукту
Якщо тестування буде успішним, кінець товарного конвеєру буде досягнуто, і тоді фірма буде прагнути випустити новий продукт, після чого вона буде дивитись на максимізацію впливу продукції на ринок за допомогою таких методів, як реклама.

## Переваги
Фірми можуть отримати вигоду від наявності товарного конвеєру, оскільки це допомагає їм прогнозувати свій товарний асортимент та забезпечувати достатню кількість товарів на ринку для підтримки бізнесу.
У деяких галузях для виживання дуже важливо мати продуктопровід. За підрахунками, з кожних 5000 нових відкриттів у цій галузі лише одне-п'ятеро отримують схвалення для використання людиною, тобто фірми повинні постійно шукати нові ліки, щоб розширити асортимент своєї продукції та забезпечити наявність на ринку продукту, що забезпечує дохід.
Наявність декількох продуктів подібного типу також забезпечує фірмам резервне копіювання, якщо товар, на який вони орієнтуються, зазнає невдачі. Ці подібні продукти на ранніх стадіях можуть сприяти розробці первинного продукту в трубопроводі і можуть бути використані для продовження життєвого циклу первинного продукту за рахунок вдосконалення та нового патентного захисту.